# イェルク・ヴィトマン
イェルク・ヴィトマン (Jörg Widmann)はドイツの現代音楽の作曲家。クラシック音楽他のクラリネット奏者あるいは指揮者でもある。武満徹作曲賞の2026年度審査員を務めることが決まっている。

## 略歴
1973年6月19日にドイツのミュンヘンで生まれた。Gerhard Starkeにクラリネットを学び、ヴォルフガング・リーム他に作曲を学んだ。途中ジュリアード学院に留学したものの、即座に帰国し第三課程までドイツで修了した。
現代音楽のクラリネット奏者としてマーク・アンドレの作品ほかを次々と世界初演している他、当然のように自作も吹く。21世紀の音楽社会においてはハインツ・ホリガーの世代以上に器楽と作曲を両立することは極めて困難になったにもかかわらず、ヴィトマンは両立に国際的な成功を収めた極めて稀な例として挙げられる。もちろんクラシック音楽のクラリネット奏者としても活躍しており、タベア・ツィンマーマン他と共演している。
彼の作品は、現代音楽とはいえ旋律と和声に則った伝統的な作曲法に、大きく依存している。前衛的な跳躍音程やノイズも取り入れられているとはいえ、演奏も彼の師ほどには困難でないため、日本でも演奏の機会がある。
作品はショットから出版されている。

## 受賞歴
- 1985, 1987年 Jugend musiziert
- 1996年 Förderpreis Musik der Landeshauptstadt München[5]
- 1997年 Bayerischer Staatspreis für junge Künstler
- 1999年 Belmont Prize for Contemporary Music from the Forberg-Schneider Foundation[6]
- 2002年 Hindemith Prize of the Schleswig-Holstein Musik Festival
- 2002年 Schneider-Schott Music Prize
- 2003年 Ernst von Siemens Composer Prize
- 2003–2004年 award of the magazine Opernwelt: "most important premiere of the season: Das Gesicht im Spiegel"
- 2004年 Arnold Schönberg Prize
- 2006年 Kompositionspreis of the SWR Sinfonieorchester Baden-Baden und Freiburg for Second Labyrinth
- 2006年 Claudio-Abbado-Kompositionspreis of the Orchester-Akademie of the Berlin Philharmonic for Quintet for oboe, clarinet, horn, bassoon and piano[7]
- 2007年 Prize of the Christoph and Stephan Kaske Foundation[8]
- 2009年 Stoeger Prize of the New York Chamber Music Society[9]
- 2010年 Marsilius Medal of the Heidelberg University
- 2013年 Heidelberger Frühling Music Award[10]
- 2013年 German Music Authors' Prize (Composition Symphonic)[11]
- 2018年 Robert Schumann Prize for Poetry and Music Mainz[12][13]
- 2018年 Bavarian Maximilian Order for Science and Art
- 2019年 Opus Klassik, "Composer of the year" for ARCHE
- 2021年 Musikpreis der Landeshauptstadt München
- 2021年 Würth Prize of Jeunesses Musicales Germany
- 2023年 Bach Prize of the Free and Hanseatic City of Hamburg[14]